# General Zaragoza
General Zaragoza är en kommun i Mexiko.   Den ligger i delstaten Nuevo León, i den centrala delen av landet, 500 km norr om huvudstaden Mexico City.
Följande samhällen finns i General Zaragoza:
- La Joya de Alardín
- San José del Río Blanco
- Luis Donaldo Colosio
- El Refugio
- Tepozanes
- El Salitre